# Buforrestia
Buforrestia là một chi thực vật có hoa trong họ Commelinaceae.